# Egger (Patrizierfamilie)

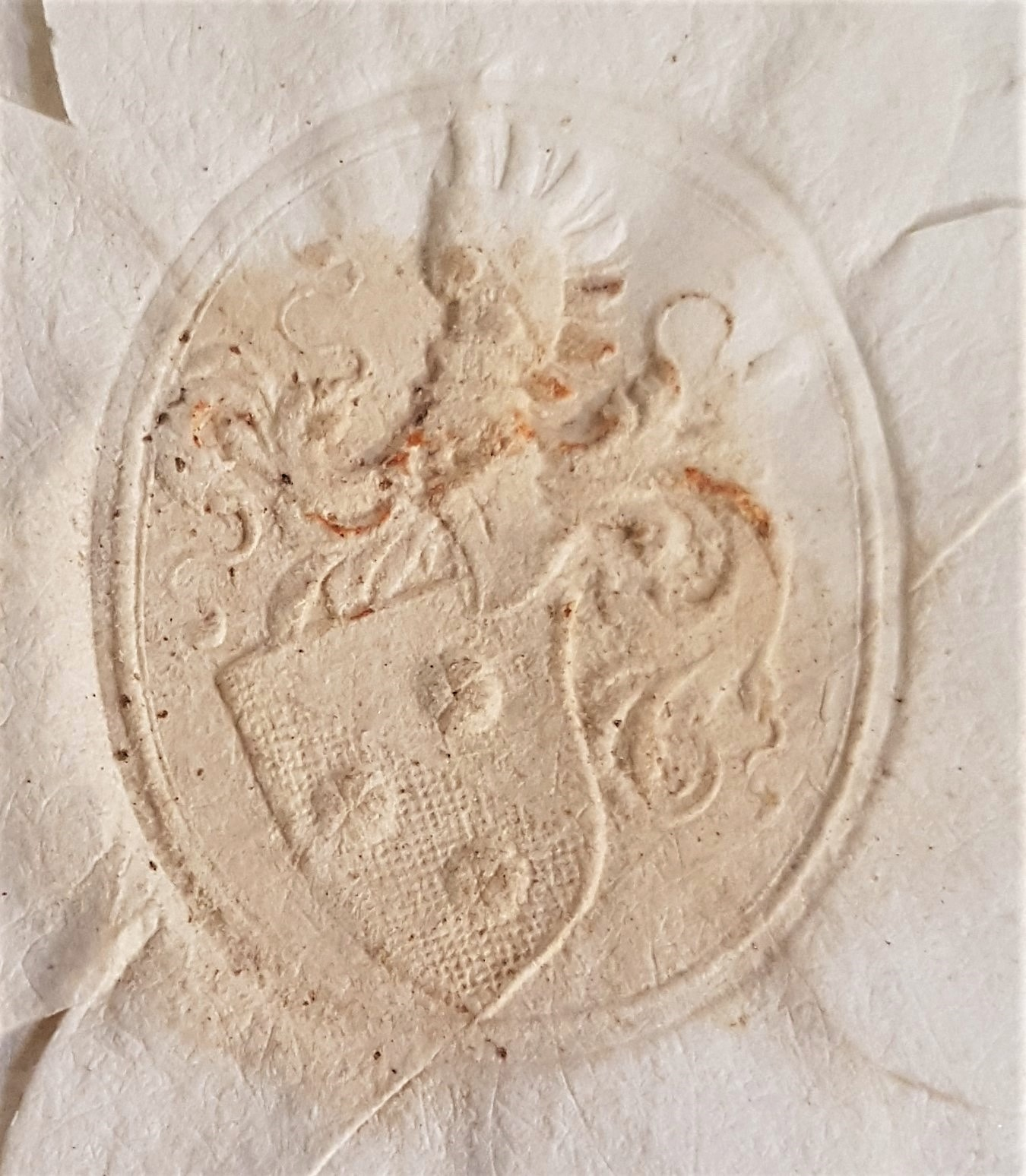
Papiersiegel Johann Rudolf Egger, Landvogt zu Thorberg (1742)

Die Familie Egger war eine aus Aarau stammende Berner Patrizierfamilie, die ab 1601 das Burgerrecht der Stadt Bern und 1768 im Mannsstamm erlosch.
Den Egger gelang es in der Zeit des sich immer stärker abgrenzenden Patriziates knapp, bereits in der dritten Generation Einsitz in den Grossen Rat zu nehmen und in den folgenden drei Generationen Ämter der Republik zu bekleiden. Der Aufstieg der im Baugewerbe tätigen Familie gelang durch die 1647 erfolgte dritte Ehe des Pfarrers Johannes Egger I. mit Genoveva Steck, der zweiten Tochter des Rechtsprofessors Johann Steck.

## Personen
- Johannes Egger I. (1602–1677), Pfarrer in Neuenegg und Siselen, Dekan des Kapitels Nidau
- Johannes Egger II. (1643–1713), Notar, Mitglied des Grossen Rats 1673, Landvogt zu Schwarzenburg, Sechzehner, Landvogt zu Echallens
- Brandolf Egger (1674–1731), Mitglied des Grossen Rats
- Johannes Egger III. (1698–1748), Professor der Philosophie in Bern
- Johann Rudolf Egger, Landvogt zu Thorberg
- Samuel Egger (1705–1768), Landvogt zu Oron

## Wappen
Schrägrechts geteilt von Silber und Schwarz, belegt mit drei Kugeln (1/2) in gewechselten Farben.